# Otar Megvinetuhuceszi
Otar Megvinetuhuceszi (grúzul: ოთარ მეღვინეთუხუცესი; Tbiliszi, 1932. január 16.  – Tbiliszi, 2013. május 9.) grúz színész.

## Életpályája
1954-ben kapott színészi diplomát a Tbiliszi Sota Rusztaveli Állami Színházi Intézet színészi karán. 1954-től  a Mardzsanisvili Színháznál indult a pályája, 1967 és 1975 között a Rusztavi Színház színésze volt; 1975 óta ismét a Mardzsanisvili Színház társulatának tagja volt, 1995-től a színház a művészeti vezetője volt. Számos filmben szerepelt.
Felesége Guranda Gabunia színésznő volt.
81 évesen hunyt el, Tbilisziben, a Didube Pantheonban temették el.

## Filmográfia
- 1958: "Fatima" (Jambulat), r. Siko Dolidze
- 1961: "Under One Sky" (Bondo), rendező. Lana Gogoberidze
- 1961: "Jó emberek" (Giga Bethaneli), r. Sota Managadze
- 1963: "Ki felveszi a lovat" (Gvadi), r. Sota Managadze
- 1967: "Könyörgés" (Dzsohola), r. Tengiz Abuladze
- 1968: "A névtelen herceg" rendező. Carlo Glonti
- 1968:  "Tariel Golua" (Gaioz Gadalandia), r. Levan Kotivari
- 1970: "A nagy király jobb keze" (György király), rendezők: Vahtang Tabliasvili, Devi Abasidze
- 1971: "Csotne Dadiani" (Csotne Dadiani), r. Alexander Zsgenti
- 1971: „Nyakék kedvesemnek” (Magomed), rendező. Tengiz Abuladze
- 1972: "Viszlát, Inesa (Alonso)! rendező Irakli Asatiani
- 1972: "A szemüveges ember", rendező. Devi Abasidze
- 1973: „Az őszi nap” (Vahtang), r. Temur Palavandisvili
- 1973: „A Hold elrablása” (Arzaqan Zvambai), r. Tamaz Meliava
- 1976: "A kívánság fája" (Elioz), r. Tengiz Abuladze
- 1978: „Data Tutashia” (Data Tutashia), rendezők Grigol (Giga) Lortkipanidze, Guram (Gizo) Gabeskiria
- 1980: "Hello Mindenki (Pirosmani)", rendezők Grigol (Giga) Lortkipanidze, Amiran Darsavelidze
- 1981: "Brother" (Paghava), r. Temur Babluani
- 1981: "The Road Home" rendező. Alexander (Szasa) Rehviasvili
- 1986: „What Wrestling Wants” (Bahadur Herheulidze), r. Miheil Csiaureli (ifj.)
- 1986: "Oromtrial" (Dmitri), rendező. Lana Gogoberidze
- 1987: „Hareba és Gogia” (Ahvlegyiani), r. Giorgi Sengelaja
- 1988: „Vamehi jön (Az elveszett kincs nyomában)” , rendezők: Otar Samatava, Otar Litanisvili
- 1989: "Turandot" (Hozrevan), r. Otar Samatava
- 1990: "Spirál" (David Giorgadze), r. Giuli Csohonelidze
- 1990: "Fehér zászlók" (Izidore), r. Grigol (Giga) Lortkipanidze
- 1991: Menj at útból (oroszul: Изыди!) r. Dmitrij Asztahan
- 1994: "Altatódal" (Mola), r. Nana Dzsanelidze
- 1996: „A múlt szellemei” (Kaihosro), r. Levan Tutberidze
- 2000: "Kedves M." Otar Shamatava
- 2001: „Antimos the Iverian” (David Garedzsi ), r. Giuli Csohonelidze
- 2003: „Az Enki-Benk” rendező. Karaman (Guguli) Mgeladze
- 2008: „Egy gyertya égett a Megváltó sírján” rendező. Revaz (Rezo) Cseidze

## Színházi szerepeiből

### Színházi Intézet
- Anton Csehov "Leánykérés" (Ivan Lomov)
- Makszim Gorkij "Az utolsók" (Jakov), rendező. Dimitri (Dodo) Aleksidze

### Rusztavi Állami Drámai Színház
- Edmond Rostand "Cyrano de Bergerac" (Cyrano),
- Makszim Gorkij "Éjjeli menedékhely" (Satyin),
- Katona József "Bánk bán" (Bánk bán), rendező: Berényi Gábor
- Dale Wasserman, Joe Darion "La Mancha lovagja" (Cervantes, Don Quijote),

### Mardzsanisvili Drámai Színház
- Nâzım Hikmet, "A szerelem legendája" (A vezír), r
- Friedrich Schiller "Stuart Mária" (Gróf Beverley), r
- William Shakespeare "III. Richard" (Lord Level),
- Makszim Gorkij "Éjjeli menedékhely" (Satyin),
- William Shakespeare "Sok hűhó semmiért" (Benedek),
- Karel Čapek "Anya" (Ondra),
- Jean Anouilh "Jeanne d'Arc" (Warwick),
- Szophoklész "Oidipusz király" (Oidipusz),
- Maróti Lajos "Giordano Bruno" (VIII. Kelemen pápa),
- Friedrich Dürrenmatt "Nagy Romulus" (Romulus Augustus),
- William Shakespeare "Othello" (Othello),
- Tennessee Williams "Az iguána éjszakája" (The Night of the Iguana) (Shannon),
- William Shakespeare "Antonius és Kleopátra" (Antony), r
- William Shakespeare "Lear király" (Lear király),
- Anton Csehov "Három nővér"
- Jean Anouilh "Antigone" (Kreón),
- Mihail Bulgakov "Pilátus" (Pilátus),

### Moszkvai Művészeti Színház
- Jean Anouilh "Antigoné" (Kreón),

## Díjai, elismerései
- 1965 : a Grúz Szovjet Szocialista Köztársaság tiszteletbeli művésze
- 1973 : a Grúz Szovjet Szocialista Köztársaság népművésze
- 1977 : Kote Mardzsanisvili-díj
- 1979 : A Szovjetunió népművésze
- 1981 : A Grúz Szovjet  Szocialista Köztársaság Állami Díja
- 1991 : 4. Tokiói Nemzetközi Filmfesztivál díja a "legjobb színésznek"
- 1997 : Sztanyiszlavszkij  Díj
- 1998 : Rusztaveli Állami Díj
- 2000 : Becsületrend
- 2001 : Orosz Színházi és Üzleti Világdíj "Idol"
- 2001: Az Orosz Színházi Társaság „A sirály” díja
- 2001: Grúz Állami Díj

## Fordítás
Ez a szócikk részben vagy egészben  a(z)   ოთარ მეღვინეთუხუცესი című grúz Wikipédia-szócikk fordításán alapul.  Az eredeti cikk szerkesztőit annak laptörténete sorolja fel. Ez a jelzés csupán a megfogalmazás eredetét és a szerzői jogokat jelzi, nem szolgál a cikkben szereplő információk forrásmegjelöléseként.